# 埃尔德雷德诉阿什克罗夫特案
埃尔德雷德诉阿什克罗夫特案（Eldred v. Ashcroft），537 U.S. 186 (2003)，是一起诉至美国最高法院的版权案件。最高法院最终以7-2的多数认可了1998年版权年限延长法案（Copyright Term Extension Act, CTEA）的合宪性。依据该判决，与1976年版权法修订延长保护期的结果类似，大量本应于1998年或其后若干年失去版权保护的作品得以延缓进入公有领域，原告原本所依托并准备重制的作品将因版权限制而无法发行。

## 背景

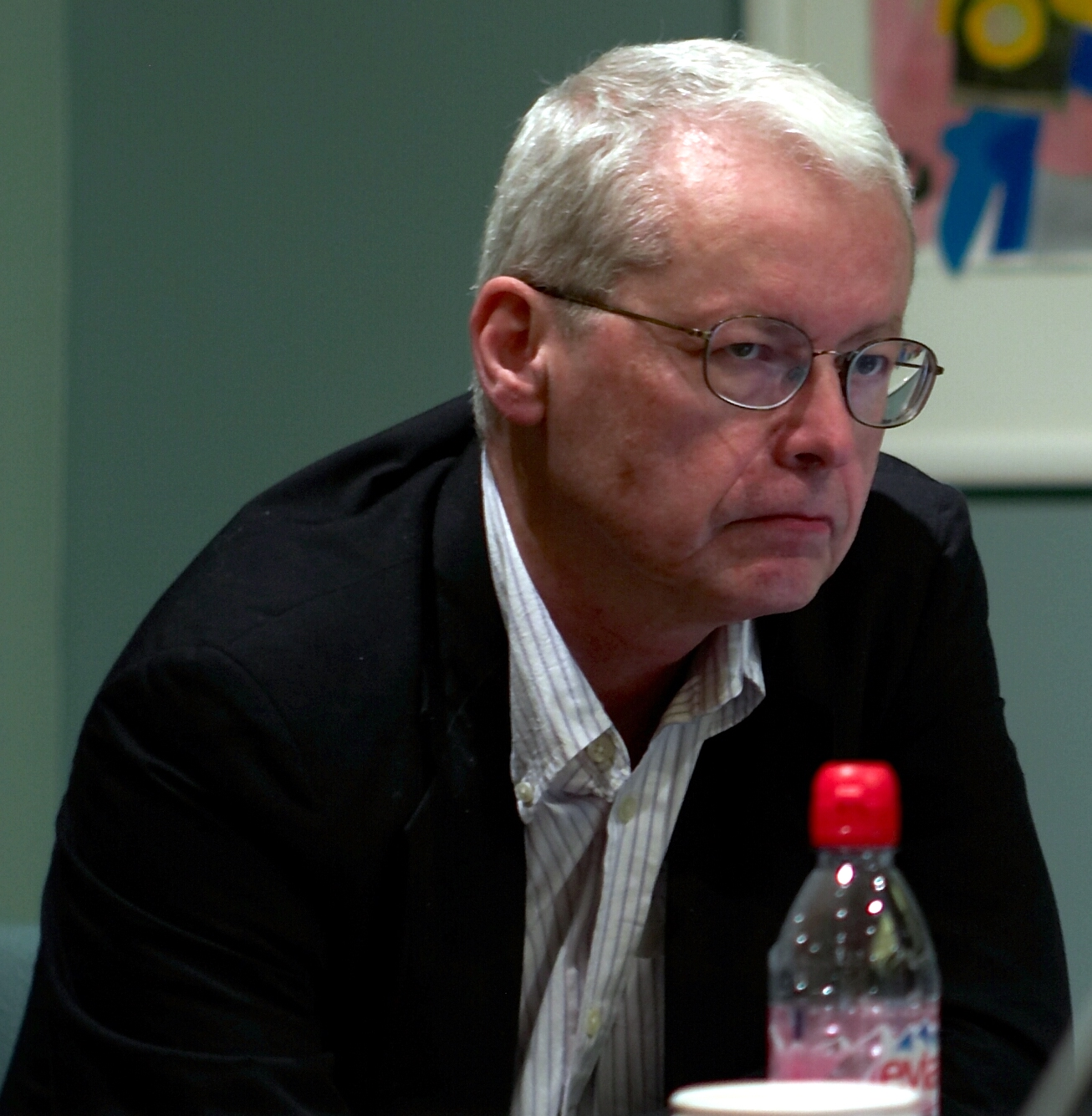
埃里克·埃尔德雷德（Eric Eldred）带头發起了诉讼。

1998年通过的版权年限延长法案在1976年版权法所规定保护期的基础上又延长了20年保护。这一延期既“朝向未来”又“溯及既往”，同时适用于既有的和新创的作品。具体而言，针对1978年1月1日以前发表、且在1998年10月27日版权仍然有效的作品，保护期延长到了长达95年；针对1978年1月1日以后“个人创作”的作品（包括修法后新创作的作品），版权保护期延长至作者死后70年；对于共同创作的作品，版权保护期延长至最后作者死后70年；针对雇佣创作作品以及匿名或假名创作的作品，保护期延长至第一次发表后95年或者创作后120年。依据这一法案，许多本来即将失去版权保护的作品将不会在1998年或以后数年内进入公有领域。
互联网出版商埃里克·埃尔德雷德带头發起了这起诉讼。他的行动得到了许多依赖公有领域内容进行创作的利害关系人的响应，比如出版平装书的多佛出版社（Dover Publications）、出版乐谱的Luck's Music Library, Inc.与Edwin F. Kalmus & Co., Inc.、高尔夫产品制造商Tri-Horn International，等等。自由软件基金会、美国法律图书馆协会、国家事务局公司（后来的彭博工业集团）、学院艺术协会等组织也出面成为原告方的法庭之友。代表埃尔德雷德应诉的包括版权学者劳伦斯·莱斯格和哈佛大学伯克曼互联网与社会研究中心的一个团队。
前后两届美国政府都支持延长版权年限，并分别由司法部长珍妮特·雷诺和约翰·阿什克罗夫特所代表。被告方的法庭之友包括美国电影协会、 美国唱片业协会、广播音乐公司以及美国作曲家、作家和发行商协会等。

## 地区法院审理
1999年1月11日，原告在哥伦比亚特区联邦地区法院发起诉讼。原告的观点由以下三个层次构成：
1. 国会溯及既往延长版权保护期的行为违反了美国宪法版权条款的规定。依据该条款，国会被授权“保障作者和发明家对各自著作和发明在限定期限内的专有权利，以促进科学和工艺的进步”（To promote the Progress of Science and useful Arts, by securing for limited Times to Authors and Inventors the exclusive Right to their respective Writings and Discoveries）原告认为，如果将该条款宽泛解读为允许任何形式溯及既往的延长保护，则国会实际可以无限延长保护期，这从根本上违反该条款的目的。
2. 版权立法需要受到宪法第一修正案的限制，从而保证言论自由和版权利益之间的平衡。
3. 依据公众信赖（public trust）的原则，政府仅能在公共利益需要的情况下将公有财产私有化，版权年限延长法案让公有领域作品复归版权权利人掌控，违反了该原则。

作为回应，美国政府主张，国会确实有权溯及既往地延长版权保护期，只要每次延长仍然符合宪法要求的“限定期限”规定即可。其主张，美国联邦层面的第一部版权法——1790年版权法，即对已经存在的作品施加保护。政府同时认为第一修正案和公众信赖原则不适用于版权领域。
1999年10月28日，琼·格林（June Green）法官发布了一份简短的判决，反驳了原告的全部论点。她认为，首先，国会有权任意延长版权保护，只要版权期限本身还是有限的即可；其次，依据其个人对最高法院“哈珀与罗出版社诉《国家》杂志公司案（Harper and Row Publishers, Inc., v. Nation Enterprises）”判决的解读，版权案件不适用第一修正案；最后，公众信赖原则不适用于版权领域。

## 上诉法院审理
原告就地区法院的判决向哥伦比亚特区巡回上诉法院提出上诉，于2000年5月22日提交了初步的案情陈述，并于同年10月5日在三名法官组成的合议庭前进行了辩论。
原告方在上诉阶段的论点与此前相似，但并未包括关于公众信赖原则的论点。不过，原告进一步阐发了关于版权条款的论述，强调该条款“促进科学和有用艺术的进步”的目的，并辩称溯及既往的延长保护并不能直接促进这一目的，不符合法院既往标准的“报酬条件”（quid pro quo）的要求。
上诉法院于2001年2月16日，以2-1的多数维持了地区法院的判决。戴维·森特尔（David Sentelle）法官表示异议，认为著作权年限延长法案确实违反了宪法的“限定期限”要求。他认为，最高法院的既有判例表明，对于有限的权力，辨别“外部限制”的工作是必要的。通过溯及既往地延长版权期限，国会得以通过一系列“有限的”延长法案实现无限的版权保护，从而消解“限定期限”条款的意义。
判决作出后，原告提出全院庭审请求，但被法院以7-2的多数拒绝。森特尔法官和戴维·塔特尔（David Tatel）法官表示了异议。

## 最高法院审理
2001年10月11日，原告向美国最高法院请求下发调卷令。2002年2月19日，最高法院下发调卷令，同意听审此案。
口头庭审于2002年10月9日展开。原告方由劳伦斯·莱斯格作为首要的代理人；政府方面由訟務次長（Solicitor General）西奥多·奥尔森（Theodore Olson）出席。莱斯格着重强调了宪法版权条款及第一修正案的问题。关于版权条款的主张一方面提炼自森特尔法官在上诉审异议意见中的观点，另一方面也源自最高法院由威廉·伦奎斯特首席大法官所作出的几项重要判决，如1995年的“美国诉洛佩兹案”和2000年的“美国诉莫里森案”。在这几个案件中，伦奎斯特与最高法院其他四名保守派法官都强调宪法商业条款（Commerce Clause）对国会立法的限制，因而判决立法违宪。莱斯格辩称，对先例的逆反不能仅仅限于宪法所列国会权力的一项。如果法院认为其有必要审视国会立法是否符合商业条款的要求，则对版权条款也应该作类似审查，除非法院至少能就这种双重标准给出“原则性的理由”。
2003年1月15日，最高法院以7-2的多数维持了版权年限延长法案的合宪性判决。露丝·贝德尔·金斯伯格法官发表了多数意见。多数意见的说理高度仰赖于国会于1790年、1831年、1909年和1976年的四部版权立法，将其视为回溯性延长保护的先例。支持延长保护的理由当中，有一条是，18世纪以来人的预期寿命已经显著增长，版权自然也需要延长保护。更主要的理由则在于，宪法文本表明国会仅仅需要为版权设立一个时间界限即可，至于具体的年限长度则属于国会自行裁决的范围。因此，只要版权保护不是永久的，国会所设立的任何保护期都是合宪的。在重申下级法院关于“限定期限”问题的主张以外，最高法院并未回应莱斯格关于洛佩兹案和莫里森案的主张。同时，法院也未就宪法第十四修正案的比例原则标准和第一修正案的言论自由标准对国会版权期限立法的可能影响作出回应。
争议法案立法过程中的一项关键影响因素，在于1993年欧盟的一项指令，该指令要求成员国为其国内版权作品施加“直至作者死后70年”的基准保护。在国际公约所认可的较短期限法则之下，一国仅仅需要对外国作品施加其来源国内保护期限的版权保护，即满足国民待遇的要求。通过延长版权保护期限，源自美国的作品就可以在欧盟享受到与欧盟国家作品相同的待遇。
史蒂芬·布雷耶法官表示异议，主张版权期限延长将导致永久性的版权保护，损害公共利益。尽管宪法授权国会基于“促进科学和工艺的进步”之目的延长版权保护期限，CTEA法案创设了一项先例，允许反复延期从而实现近乎永久的版权保护。布雷耶主张，几乎不可能有创作者会因为他们曾孙辈预期的版权利益而被赋予更高的创作动力；在回溯性延长保护的问题上，政府所谓以版税激励作者的观点实属愚蠢。
“毕竟，如果说经历55-75年之后只剩下2%的版权内容仍有商业价值，那么能经历超过75年乃至更久（这是延长保护前的典型版权期限）考验的版权内容的占比定然还要少得多。……基于一批经济学家（包括五位诺贝尔奖得主）提供给我们的关于金钱的时间价值的假设，我们可以合理地认为，从75年后的未来起算，有1%概率连续20年年均赚取100美元的事件，其价值抵不过今天的7美分。有多少潜在的莎士比亚、华顿或海明威会被这样一笔款项所激励？是怎样一个怀着金钱动机的梅尔维尔会意识不到，为了更好对待他的孙辈，他倒不如把几美元存入一个有息的银行账户？法院就此并未发现相反证据，而是参考了国会立法的证词，认定：（1）版权制度的激励能鼓励创作，以及（2）（以诺亚·韦伯斯特为例）从一件作品中获得的收入可以帮助创作者‘继续创作’。但这里的第一点不过是一条无可否认其真实性的针对激励之总体价值的命题。至于第二点要如何适用于本法案，则很是奇怪。延期保护如何能帮助今天的诺亚·韦伯斯特在他去世50年后创作新作品？或者，那个假设的韦伯斯特会用延期保护换算至当下的贴现价值——亦即几便士——来支持自己创作吗？或者（换个比喻），如果大仲马的《三个火枪手》获得了更多版税，会让小仲马写更多的书吗？”
布雷耶同时抨击了“合理使用抗辩能够有效解决第一修正案问题”的观点，主张该抗辩无法保护“那些希望从电子平台获取资料却发现其已不在的人”，比如从网上搜寻教学用材料（而不得）的老师。
约翰·保罗·史蒂文斯法官也撰写了一份异议意见，从与专利法的类比出发质疑个别激励的价值。他主张本案中对激励的关注只能导致“挫伤那些想在自由市场中使用它（一项已完成创新）的有正当理由的公众”。此外，一旦作品已经创作出来，鼓励创作的迫切需求就会相应降低。然而，虽然将商业寿命与保护期限相结合的模式可以说针对“保质期”较短的高技术发明能产生更具经济效益的结果，但对于某些形式的受版权保护的作品来说，可能并非如此，因为与该类内容产出相关的支出现值较少依赖于科学设备和研发计划，而更多依赖于无法量化的创造力。
首席大法官伦奎斯特及其他四名支持洛佩兹案与莫里森案判决的法官在本案中未发一言，莱斯格对此表示惊讶。他后来表示后悔，认为自己不应将论点集中于上述先例，而应强调剥削公共领域会对国家经济健康带来的恶果。

## 另外参见
- Austin, Graeme W. . Canadian Journal of Law and Jurisprudence. 2003, 16 (2): 163–178. S2CID 146365475. SSRN 528224 . doi:10.1017/S0841820900003672.
- Jones, Michael. . Berkeley Tech. Law Journal. 2004, 19: 85.
- Samuelson, Pamela. . Journal of the Copyright Society. 2003, 50. SSRN 419540 .
- Ackman, Dan. . Wall Street Journal, January 17, 2003. January 17, 2003  [2022-03-26]. （原始内容存档于2022-04-16）.